# Nikolaus Wirsing der Jüngere

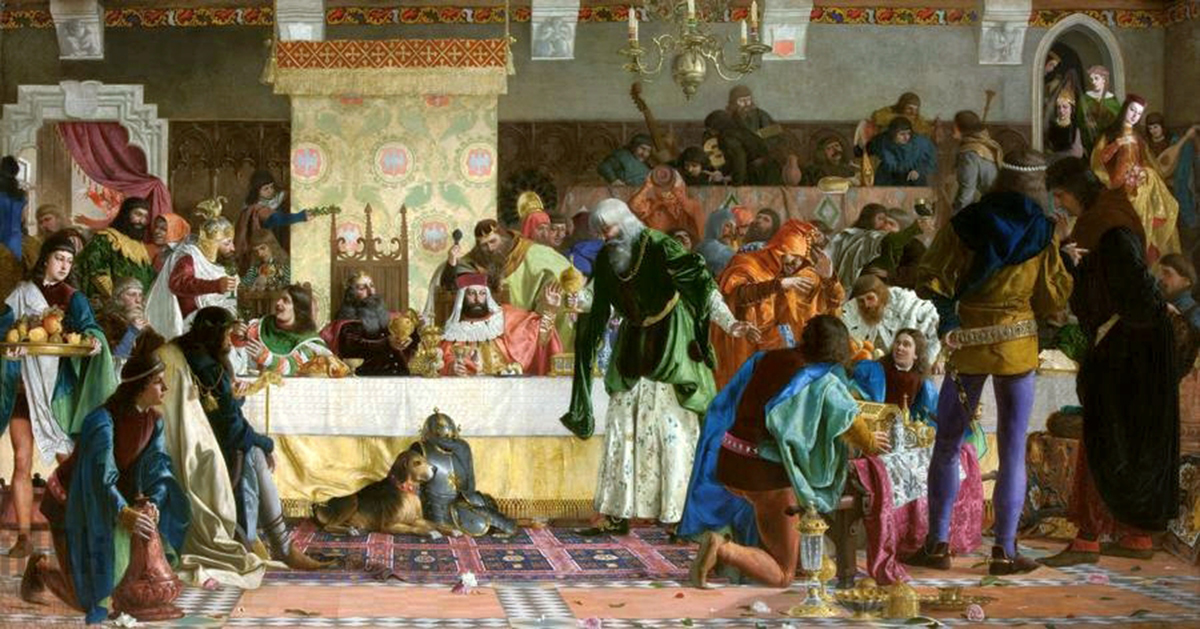
Wierzynek-Fest von Bronisław Abramowicz

Nikolaus Wirsing der Jüngere (polnisch: Mikołaj Wierzynek Młodszy, * im 14. Jahrhundert; † 1368 in Krakau) war ein Kaufmann, Bankier und Patrizier deutscher Abstammung im Königreich Polen bzw. in dessen Hauptstadt Krakau. Er gehörte zur Patrizierfamilie Wirsing und war Sohn von Nikolaus Wirsing dem Älteren.

## Leben
Wie sein Vater war Wirsing Ratsherr und Schöffe in Krakau. Wie sein Vater machte er Karriere am polnischen Königshof von Ladislaus Ellenlang und Kasimir dem Großen. Als Kaufmann und Diplomat hatte er zahlreiche Verbindungen ins Heilige Römische Reich und nach Westeuropa. 1364 organisierte er den Kongress von Krakau, an dem neben dem polnischen König Kasimir dem Großen Kaiser Karl IV., Ludwig I. von Ungarn, Peter I. von Zypern sowie zahlreiche weitere Fürsten und Herzöge teilnahmen, um einen Ausgleich der Interessen in Mitteleuropa sowie einen von Peter I. angeregten Kreuzzug ins Heilige Land zu besprechen. Diese Zusammenkunft wurde vom polnischen Chronisten Jan Długosz und dem französischen Dichter Guillaume de Machaut beschrieben. Das Restaurant "Wierzynek" am Krakauer Marktplatz leitet seine Tradition von dem Fest und Nikolaus Wirsing her.